# Crissier
Crissier − miejscowość i gmina (commune) w zachodniej Szwajcarii, w kantonie Vaud, w okręgu (district) Ouest lausannois.  

## Demografia
W Crissier mieszka 9181 osób. W 2021 roku 43,5% populacji gminy stanowiły osoby urodzone poza Szwajcarią.

## Transport
Przez teren gminy przebiegają autostrady A1 i A9 oraz drogi główne nr 9, nr 135, nr 136 i nr 137. 